# Rhimphalea
Rhimphalea és un gènere d'arnes de la família Crambidae.

## Taxonomia
- Rhimphalea anoxantha Hampson, 1912
- Rhimphalea astrigalis Hampson, 1899 (Borneo, Tailàndia)
- Rhimphalea circotoma Meyrick, 1889
- Rhimphalea heranialis (Walker, 1859)
- Rhimphalea lindusalis (Walker, 1859) (Austràlia)
- Rhimphalea linealis Kenrick, 1907 (Nova Guinea)
- Rhimphalea ochalis (Walker, 1859)
- Rhimphalea perlescens Whalley, 1962
- Rhimphalea sceletalis Lederer, 1863 (Austràlia, Nova Guinea)
- Rhimphalea trogusalis (Walker, 1859)

## Espècies antigues
- Rhimphalea ocularis (C. Felder, R. Felder & Rogenhofer, 1875)
- Rhimphalea papualis C. Felder, R. Felder & Rogenhofer, 1875